# Clubiona orientalis
Clubiona orientalis är en spindelart som beskrevs av Mikhailov 1995. Clubiona orientalis ingår i släktet Clubiona och familjen säckspindlar.
Artens utbredningsområde är Nordkorea. Inga underarter finns listade i Catalogue of Life.